# Oecetis digitata
Oecetis digitata là một loài Trichoptera trong họ Leptoceridae. Chúng phân bố ở miền Australasia.